# André Capagorry
Jean Charles André Capagorry, né à Bayonne le 17 février 1894 et mort à Saint-Denis de La Réunion le 19 mai 1981,, est un administrateur français qui participa à la conversion à la France libre de plusieurs colonies puis fut le dernier gouverneur de La Réunion. Il est Compagnon de la Libération.

## Biographie

### Jeunesse
Ses études secondaires à peine finies, il participe à la Première Guerre mondiale d'août 1914 à septembre 1915, quand une grave blessure l'éloigne du théâtre des combats. Il est réformé et décoré de la médaille militaire et de la Croix de Guerre avec palme.
Il entre dans le service colonial en 1917 et exerce ensuite diverses fonctions dans les services civils de l'Afrique-Occidentale française.
Il rejoint le corps des administrateurs des colonies en 1925 après un passage à l'école coloniale la même année.

### Seconde Guerre mondiale
En juin 1940, il choisit la France libre. Il devient l'homme des missions diplomatiques les plus délicates : il est chargé de rallier le Gabon et d'assurer l'intérim en tant que gouverneur du Moyen-Congo. C'est là qu'il entend l'appel du 18 juin.
Le général de Gaulle l'envoie ensuite en mission pour convertir la Nouvelle-Calédonie. C'est dans le cadre de ce voyage qu'il atteint La Réunion en novembre 1942.
Il arrive dans l'île de l'océan Indien à bord du Léopard pour rallier la colonie à la cause gaulliste et arrêter le gouverneur Aubert qu'il connait depuis l'École coloniale. Mgr de Langavant joue les intermédiaires entre Aubert réfugié à Hell-Bourg et lui. Après plusieurs échanges, Aubert accepte de se rendre à condition que ses fonctionnaires et officiers soient autorisés à quitter l'île à leur demande et que lui et son chef du cabinet Jean-Jacques Pillet soient considérés comme des prisonniers de guerre.

### Gouvernement de La Réunion
De 1942 à 1947, il est gouverneur de La Réunion. Il tente d’effacer toute trace vichyste en réintégrant les fonctionnaires révoqués, en dissolvant les organismes de propagande pétainiste et en rétablissant dans ses droits le Conseil Général, muselé par son prédécesseur. En mars 1943, il rédige un rapport sur la situation dramatique des Réunionnais depuis le blocus et en décembre le Léopard et le remorqueur Amiral Bouvet effectuent des navettes entre Maurice et Réunion pour l'approvisionnement de matières comme le tissu, le riz, le savon et la farine. En février, le cargo Zambezia en provenance de Madagascar ramène des denrées dont le riz et la population le surnomme alors « gouverneur Papa de riz », par déformation de son nom.
Il laisse l'image d'un homme sage et modéré. Ainsi, alors que l'assassinat d'Alexis de Villeneuve en 1946 à Saint-Denis crée d'importants remous dans l'île, il demande que le procès ait lieu en métropole. Il intervient par ailleurs en faveur de la fin de l'exil d'Abdelkrim El Khattabi.
Le 15 août 1947, il passe le pouvoir à Paul Demange, qui devient le premier préfet de La Réunion. Il devient ensuite inspecteur général des affaires administratives à Madagascar avant de prendre sa retraite et de revenir vivre à Saint-Denis.
Il est enterré depuis le 19 mai 1981 au cimetière des Volontaires, à quelques mètres de l'endroit où il avait débarqué le 28 novembre 1942 au matin.

## Décorations
- Commandeur de la Légion d'honneur
- Compagnon de la Libération par décret du 19 octobre 1944[6]
- Médaille militaire
- Grand officier de l'ordre national du Mérite
- Croix de guerre 1914-1918, palme de bronze
- Croix du combattant volontaire de la Résistance
- Médaille coloniale avec agrafe "AOF"
- Médaille commémorative des services volontaires dans la France libre
- Commandeur de l'Étoile noire (Bénin)